# Aloe laeta
Aloe laeta é uma espécie de liliopsida do gênero Aloe, pertencente à família Asphodelaceae.